# Vienna (Géorgie)
Pour les articles homonymes, voir Vienna.
La ville de Vienna (en anglais [vaɪˈɛnə]) est le siège du comté de Dooly, dans l’État de Géorgie, aux États-Unis. Sa population s’élevait à 4 011 habitants lors du recensement de 2010, estimée à 3 703 habitants en 2017.

## Histoire
Vienna a été fondée en 1826 pour être le siège du comté. La localité s’appelait alors Berrien. Elle a été incorporée en tant que town en 1854 et en tant que city en 1901.

## Démographie
| 1890 | 1900  | 1910  | 1920  | 1930  | 1940  |
| ---- | ----- | ----- | ----- | ----- | ----- |
| 536  | 1 035 | 1 003 | 1 103 | 1 203 | 2 063 |

| 1950  | 1960  | 1970  | 1980  | 1990  | 2000  |
| ----- | ----- | ----- | ----- | ----- | ----- |
| 2 202 | 2 099 | 2 341 | 2 886 | 2 708 | 2 973 |

| 2010  | - | - | - | - | - |
| ----- | - | - | - | - | - |
| 4 011 | - | - | - | - | - |

## Personnalités
- Roger Kingdom (1962-), athlète spécialiste du 110 m haies, double champion olympique.